# Cantone di Auxi-le-Château
Il Cantone di Auxi-le-Château è una divisione amministrativa dell'arrondissement di Arras.
A seguito della riforma approvata con decreto del 24 febbraio 2014, che ha avuto attuazione dopo le elezioni dipartimentali del 2015, è passato da 26 a 84 comuni.

## Composizione
I 26 comuni facenti parte prima della riforma del 2014 erano:
- Aubrometz
- Auxi-le-Château
- Beauvoir-Wavans
- Boffles
- Bonnières
- Boubers-sur-Canche
- Bouret-sur-Canche
- Buire-au-Bois
- Canteleux
- Conchy-sur-Canche
- Fontaine-l'Étalon
- Fortel-en-Artois
- Frévent
- Gennes-Ivergny
- Haravesnes
- Ligny-sur-Canche
- Monchel-sur-Canche
- Nœux-lès-Auxi
- Le Ponchel
- Quœux-Haut-Maînil
- Rougefay
- Tollent
- Vacquerie-le-Boucq
- Vaulx
- Villers-l'Hôpital
- Willencourt

Dal 2015 i comuni appartenenti al cantone sono i seguenti 84:
- Aix-en-Issart
- Aubin-Saint-Vaast
- Auchy-lès-Hesdin
- Auxi-le-Château
- Azincourt
- Béalencourt
- Beaurainville
- Beauvoir-Wavans
- Blangy-sur-Ternoise
- Blingel
- Boffles
- Boisjean
- Boubers-lès-Hesmond
- Brévillers
- Brimeux
- Buire-au-Bois
- Buire-le-Sec
- Campagne-lès-Hesdin
- Capelle-lès-Hesdin
- Caumont
- Cavron-Saint-Martin
- Chériennes
- Contes
- Douriez
- Éclimeux
- Fillièvres
- Fontaine-l'Étalon
- Fresnoy
- Galametz
- Gennes-Ivergny
- Gouy-Saint-André
- Grigny
- Guigny
- Guisy
- Haravesnes
- Hesdin
- Hesmond
- Huby-Saint-Leu
- Incourt
- Labroye
- Lespinoy
- La Loge
- Loison-sur-Créquoise
- Maintenay
- Maisoncelle
- Marant
- Marconne
- Marconnelle
- Marenla
- Maresquel-Ecquemicourt
- Marles-sur-Canche
- Mouriez
- Neulette
- Nœux-lès-Auxi
- Noyelles-lès-Humières
- Offin
- Le Parcq
- Bouin-Plumoison
- Le Ponchel
- Le Quesnoy-en-Artois
- Quœux-Haut-Maînil
- Raye-sur-Authie
- Regnauville
- Rollancourt
- Rougefay
- Roussent
- Saint-Denœux
- Saint-Georges
- Saint-Rémy-au-Bois
- Sainte-Austreberthe
- Saulchoy
- Sempy
- Tollent
- Tortefontaine
- Tramecourt
- Vacqueriette-Erquières
- Vaulx
- Vieil-Hesdin
- Villers-l'Hôpital
- Wail
- Wambercourt
- Wamin
- Willeman
- Willencourt